# Carlos Martner
Carlos Enrique Martner García (Santiago, 13 de septiembre de 1926 - Tepoztlán, México, 21 de julio de 2020) fue un arquitecto y pintor chileno.

## Biografía
Hijo del profesor universitario don Daniel Martner Urrutia (1881 - Santiago 1945) y de doña Camila García Torreblanca (Copiapó 1885). Realiza sus estudios primarios y secundarios en los colegios públicos de Talca y de Cauquenes, y luego en el Instituto Nacional y Colegio Alemán de Santiago, y los superiores en la Facultad de Arquitectura y Urbanismo de la Universidad de Chile, donde se titula de arquitecto en 1954.
Fue profesor de Composición Arquitectónica, Plástica y Expresión Gráfica de la Facultad de Arquitectura y Urbanismo y de Composición Paisajística de la Escuela de Artes Aplicadas, formando parte del equipo promotor para la creación de la carrera de Diseño Paisajista en la Universidad de Chile.
Fue autor de las piscinas Tupahue y Antilén y de la Hostería La Pirámide, ubicadas en el Parque Metropolitano de Santiago, diseñó parques y edificios en Chile y México. En este último país vivió durante quince años y trabajó como profesor de taller en la Universidad Autónoma Metropolitana-Xochimilco.
En 2007 ganó el Premio América, que le fue otorgado dentro del marco de la versión XII de los Seminarios de Arquitectura Latinoamericana.